# Doggumentary
Doggumentary é o décimo primeiro álbum do rapper americano Snoop Dogg. O álbum foi lançado em 29 de março de 2011 e estreou na oitava posição na Billboard 200 após vender mais de 50 mil cópias na primeira semana de vendas nos Estados Unidos.

## Singles
- "New Year's Eve" (com Marty James) (produzida por Scoop DeVille),[2] foi o primeiro single promocional do álbum, porem ficou de fora da lista final de faixas. Esta canção alcançou a posição 66 na Billboard R&B/Hip-Hop Songs.
- "Wet" (produzida por The Cataracs),[3] foi o single de maior destaque do álbum alcançando a primeira posição em paradas musicais de diversos países.
- "Boom" (com T-Pain) (produzida por Scott Storch) Alcançou a posição 77 na Billboard Hot 100[4]
- "Gangbang Rookie" (com Pilot) (produzida por Jake One) [5]
- "Platinum" (com R. Kelly) (produzida por Lex Luger),[6] oficialmente não lançada com single, porem a faixa alcançou a posição 60 na Billboard Hot R&B/Hip-Hop Songs.[7]

## Recepção
O álbum estreou na oitava posição na Billboard 200, na quarta posição na Billboard R&B/Hip-Hop Albums, e na segunda posição na Billboard Rap Albums), vendendo 50,000 copias na primeira semana no Estados Unidos. Ate fevereiro de 2012 o álbum vendeu 249,145 copias no Estados Unidos.
| Críticas profissionais | Críticas profissionais |
| Avaliações da crítica  | Avaliações da crítica  |
| Fonte                  | Avaliação              |
| ---------------------- | ---------------------- |
| Allmusic               | [ 11 ]                 |
| BBC Online             | (favorable)            |
| Blare Magazine         | [ 13 ]                 |
| The Boston Globe       | (favorable)            |
| HipHopDX               | [ 15 ]                 |
| Los Angeles Times      | [ 16 ]                 |
| Pitchfork Media        | 5.5/10                 |
| Rolling Stone          | [ 18 ]                 |
| Spin                   | 5/10                   |
| Yahoo! Music           | 2/10                   |

## Faixas
| Alinhamento de faixas |                                                                      |                                     |         |  |
| N.º                   | Título                                                               | Produtor(es)                        | Duração |  |
| 1.                    | "Toyz N Da Hood" (com Bootsy Collins)                                | Jake One                            | 2:40    |  |
| 2.                    | "The Way Life Used to Be"                                            | Battlecat                           | 3:43    |  |
| 3.                    | "My Own Way" (com Mr. Poter)                                         | Mr. Poter                           | 3:05    |  |
| 4.                    | "Wonder What It Do" (com Uncle Chucc)                                | Battlecat                           | 3:43    |  |
| 5.                    | "My Fucn House" (com Young Jeezy & E-40 ))                           | Rick Rock                           | 5:07    |  |
| 6.                    | "Peer Pressure" (com Traci Nelson)                                   | Fredwreck                           | 4:07    |  |
| 7.                    | "I Don't Need No Bitch" (com Devin the Dude & Kobe)                  | Dj Khalil                           | 3:59    |  |
| 8.                    | "Platinum" (com R. Kelly)                                            | Lex Luger                           | 4:29    |  |
| 9.                    | "Boom" (com T-Pain)                                                  | Scott Storch                        | 3:50    |  |
| 10.                   | "We Rest N Cali" (com Goldie Loc & Bootsy Collins)                   | Mr. Porter                          | 4:10    |  |
| 11.                   | "El Lay" (com Marty James)                                           | Scoop DeVille                       | 4:06    |  |
| 12.                   | "Gangbang Rookie" (com Pilot)                                        | Jake One                            | 3:46    |  |
| 13.                   | "This Weed Iz Mine" (com Wiz Khalifa)                                | Scoop DeVille                       | 3:43    |  |
| 14.                   | "Wet"                                                                | The Cataracs                        | 3:45    |  |
| 15.                   | "Take U Home" (com Too Short, Kokane & Daz Dillinger)                | Meech Wells, Soul Mechanix          | 3:55    |  |
| 16.                   | "Sumthin Like This Night" (com Gorillaz, Yukimi Nagano & Tony Allen) | Damon Albarn, Gorillaz, Jason Cox   | 3:37    |  |
| 17.                   | "Superman" (com Willie Nelson)                                       | Willie Nelson                       | 2:05    |  |
| 18.                   | "Eyez Closed" (com Kanye West & John Legend)                         | Kanye West, Jeff Bhasker, Mike Dean | 5:02    |  |
| 19.                   | "Raised in da Hood"                                                  | Warryn Campbell, DJ Reflex          | 3:39    |  |
| 20.                   | "It's D Only Thang"                                                  | David Banner, THX, Crane            | 3:16    |  |
| 21.                   | "Cold Game" (com Latoiya Williams)                                   | Rick Rude                           | 3:49    |  |

| iTunes faixa bônus |                              |                            |         |  |
| N.º                | Título                       | Produtor(es)               | Duração |  |
| 1.                 | "Sweat" (David Guetta Remix) | David Guetta, The Cataracs | 3:16    |  |

| Edição no Reino Unido |                            |                            |         |  |
| N.º                   | Título                     | Produtor(es)               | Duração |  |
| 1.                    | "Wet" (David Guetta Remix) | David Guetta, The Cataracs | 3:16    |  |

## Desempenho nas paradas
| Paradas (2011)                                | Melhor posição |
| --------------------------------------------- | -------------- |
| Alemanha (Media Control Charts)               | 44             |
| Austrália (ARIA Albums Chart)                 | 12             |
| Bélgica (Ultratop 50) (Flandres)              | 41             |
| Bélgica (Ultratop 50) (Valónia)               | 30             |
| Canadá (Canadian Albums)                      | 28             |
| Estados Unidos (Billboard 200)                | 8              |
| Estados Unidos (Billboard R&B/Hip-Hop Albums) | 4              |
| Estados Unidos (Billboard Rap Albums)         | 2              |
| França (SNEP)                                 | 36             |
| Noruega (VG-lista)                            | 36             |
| Nova Zelândia (NZ Top 40 Albums)              | 35             |
| Países Baixos (MegaCharts Albums)             | 45             |
| Reino Unido (UK Albums Chart)                 | 44             |
| Reino Unido (UK R&B Albums Chart)             | 5              |
| Suíça (Schweizer Hitparade)                   | 16             |

| Paradas (2011)                                | Melhor posição |
| --------------------------------------------- | -------------- |
| Estados Unidos (Billboard R&B/Hip-Hop Albums) | 64             |

## Vendas
| Estados Unidos (RIAA) |  | 249,145* |
| Vendas totais |  |          |
| Mundo |  | 260,000  |
| *número de vendas baseado na certificação ^ figuras embarques com base apenas na certificação ºnúmeros não especificados baseando-se apenas na certificação |  |          |